# Amalové
Amalové také nazývaní Amali, Amalingové či Amalungové byli přední germánskou dynastií pocházející z kmene Gótů, která se postavila proti Římu během úpadku Západořímské říše. Svými výboji se nakonec Amalové stali královskou dynastií, která založila Ostrogótské království.

## Historie rodu
Amalové byli prominentní dynastií v době, kdy se Ostrogóti stali vazaly Hunů, s nimiž se během stěhování národů přesunuli na západ. V roce 454 získali Ostrogóti na Hunech nezávislost, když je pod vedením amalského krále Theodemira, porazili v bitvě u Nedao.
Gótský historik Jordanes vzestup amalské dynastie popsal takto: „Vultuulf zplodil Valaravana a Valaravan zplodili Vinitharia. Vinitharius navíc zplodil Vandalaria, Vandalarius zplodil Theodemira, Valamira a Vidimera.“ Theodemirův syn, Theodorich Veliký pak založil Ostrogótské království.
Samostatnou větví rodu byli členové Vizigótů. Sigerich, který si na krátkou dobu v roce 415 uzurpoval vizigótský trůn, mohl také být členem dynastie Amalů, ale ke sjednocení amalských větví došlo patrně sňatkem Eutharicha s Theoderichovou dcerou Amalaswinthou. Jordanes ke sjednocení Amalů uvádí "Ermanarich, syn Achiulfa, zplodil Hunimunda a Hunimund zplodil Torismunda. Nyní Torismund zplodil Berimunda, Berimund zplodil Vetericha a Veterichus zplodil Eutharicha, který amalské větve sjednostil sňatkem s Amalaswinthou."
Posledním ověřeným členem dynastie Amalů byl Theodegisclus, syn Theodahada.

## Rodokmen vládnoucí amalské větve
|                                        |                                        |                                        |                                        |                                        |                                        |  |  |                                                    |                                                    |                                                    |                                                    |                                                    |                                                    |  |  | Vandalarius                                   |                                               |                                               |                                               |                                               |                                               |                           |                           |                                   |                                   |                                       |                                       |                                       |                                       |                                       |                                       |                                             |                                             |                                             |                                             |                                             |                                             |                    |                    |                          |                          |                          |                          |                          |                          |  |  |            |            |                                                 |                                                 |                                                 |                                                 |                                                 |                                                 |  |  |
|                                        |                                        |                                        |                                        |                                        |                                        |  |  |                                                    |                                                    |                                                    |                                                    |                                                    |                                                    |  |  |                                               |                                               |                                               |                                               |                                               |                                               |                           |                           |                                   |                                   |                                       |                                       |                                       |                                       |                                       |                                       |                                             |                                             |                                             |                                             |                                             |                                             |                    |                    |                          |                          |                          |                          |                          |                          |  |  |            |            |                                                 |                                                 |                                                 |                                                 |                                                 |                                                 |  |  |
|                                        |                                        |                                        |                                        |                                        |                                        |  |  |                                                    |                                                    |                                                    |                                                    |                                                    |                                                    |  |  |                                               |                                               |                                               |                                               |                                               |                                               |                           |                           |                                   |                                   |                                       |                                       |                                       |                                       |                                       |                                       |                                             |                                             |                                             |                                             |                                             |                                             |                    |                    |                          |                          |                          |                          |                          |                          |  |  |            |            |                                                 |                                                 |                                                 |                                                 |                                                 |                                                 |  |  |
|                                        |                                        |                                        |                                        |                                        |                                        |  |  |                                                    |                                                    |                                                    |                                                    |                                                    |                                                    |  |  |                                               |                                               |                                               |                                               |                                               |                                               |                           |                           |                                   |                                   |                                       |                                       |                                       |                                       |                                       |                                       |                                             |                                             |                                             |                                             |                                             |                                             |                    |                    |                          |                          |                          |                          |                          |                          |  |  |            |            |                                                 |                                                 |                                                 |                                                 |                                                 |                                                 |  |  |
|                                        |                                        |                                        |                                        |                                        |                                        |  |  | Vidimir princ Ostrogótů                            | Vidimir princ Ostrogótů                            | Vidimir princ Ostrogótů                            | Vidimir princ Ostrogótů                            | Vidimir princ Ostrogótů                            | Vidimir princ Ostrogótů                            |  |  | Theodemir král Ostrogótů ∞ Ereleuva           | Theodemir král Ostrogótů ∞ Ereleuva           | Theodemir král Ostrogótů ∞ Ereleuva           | Theodemir král Ostrogótů ∞ Ereleuva           | Theodemir král Ostrogótů ∞ Ereleuva           | Theodemir král Ostrogótů ∞ Ereleuva           |                           |                           | Valamir král Ostrogótů            | Valamir král Ostrogótů            | Valamir král Ostrogótů                | Valamir král Ostrogótů                | Valamir král Ostrogótů                | Valamir král Ostrogótů                |                                       |                                       |                                             |                                             |                                             |                                             |                                             |                                             |                    |                    |                          |                          |                          |                          |                          |                          |  |  |            |            |                                                 |                                                 |                                                 |                                                 |                                                 |                                                 |  |  |
|                                        |                                        |                                        |                                        |                                        |                                        |  |  | Vidimir princ Ostrogótů                            | Vidimir princ Ostrogótů                            | Vidimir princ Ostrogótů                            | Vidimir princ Ostrogótů                            | Vidimir princ Ostrogótů                            | Vidimir princ Ostrogótů                            |  |  | Theodemir král Ostrogótů ∞ Ereleuva           | Theodemir král Ostrogótů ∞ Ereleuva           | Theodemir král Ostrogótů ∞ Ereleuva           | Theodemir král Ostrogótů ∞ Ereleuva           | Theodemir král Ostrogótů ∞ Ereleuva           | Theodemir král Ostrogótů ∞ Ereleuva           |                           |                           | Valamir král Ostrogótů            | Valamir král Ostrogótů            | Valamir král Ostrogótů                | Valamir král Ostrogótů                | Valamir král Ostrogótů                | Valamir král Ostrogótů                |                                       |                                       |                                             |                                             |                                             |                                             |                                             |                                             |                    |                    |                          |                          |                          |                          |                          |                          |  |  |            |            |                                                 |                                                 |                                                 |                                                 |                                                 |                                                 |  |  |
|                                        |                                        |                                        |                                        |                                        |                                        |  |  |                                                    |                                                    |                                                    |                                                    |                                                    |                                                    |  |  |                                               |                                               |                                               |                                               |                                               |                                               |                           |                           |                                   |                                   |                                       |                                       |                                       |                                       |                                       |                                       |                                             |                                             |                                             |                                             |                                             |                                             |                    |                    |                          |                          |                          |                          |                          |                          |  |  |            |            |                                                 |                                                 |                                                 |                                                 |                                                 |                                                 |  |  |
|                                        |                                        |                                        |                                        |                                        |                                        |  |  |                                                    |                                                    |                                                    |                                                    |                                                    |                                                    |  |  |                                               |                                               |                                               |                                               |                                               |                                               |                           |                           |                                   |                                   |                                       |                                       |                                       |                                       |                                       |                                       |                                             |                                             |                                             |                                             |                                             |                                             |                    |                    |                          |                          |                          |                          |                          |                          |  |  |            |            |                                                 |                                                 |                                                 |                                                 |                                                 |                                                 |  |  |
|                                        |                                        |                                        |                                        |                                        |                                        |  |  | Amalafrida ∞ 1.(neznámý) 2.Thrasamund král Vandalů | Amalafrida ∞ 1.(neznámý) 2.Thrasamund král Vandalů | Amalafrida ∞ 1.(neznámý) 2.Thrasamund král Vandalů | Amalafrida ∞ 1.(neznámý) 2.Thrasamund král Vandalů | Amalafrida ∞ 1.(neznámý) 2.Thrasamund král Vandalů | Amalafrida ∞ 1.(neznámý) 2.Thrasamund král Vandalů |  |  | Theodorich Veliký král Ostrogótů, Vizigótů    | Theodorich Veliký král Ostrogótů, Vizigótů    | Theodorich Veliký král Ostrogótů, Vizigótů    | Theodorich Veliký král Ostrogótů, Vizigótů    | Theodorich Veliký král Ostrogótů, Vizigótů    | Theodorich Veliký král Ostrogótů, Vizigótů    |                           |                           | Audofleda                         | Audofleda                         | Audofleda                             | Audofleda                             | Audofleda                             | Audofleda                             |                                       |                                       | Chlodvík I. král Franků Merovejská dynastie | Chlodvík I. král Franků Merovejská dynastie | Chlodvík I. král Franků Merovejská dynastie | Chlodvík I. král Franků Merovejská dynastie | Chlodvík I. král Franků Merovejská dynastie | Chlodvík I. král Franků Merovejská dynastie |                    |                    |                          |                          |                          |                          |                          |                          |  |  |            |            |                                                 |                                                 |                                                 |                                                 |                                                 |                                                 |  |  |
|                                        |                                        |                                        |                                        |                                        |                                        |  |  | Amalafrida ∞ 1.(neznámý) 2.Thrasamund král Vandalů | Amalafrida ∞ 1.(neznámý) 2.Thrasamund král Vandalů | Amalafrida ∞ 1.(neznámý) 2.Thrasamund král Vandalů | Amalafrida ∞ 1.(neznámý) 2.Thrasamund král Vandalů | Amalafrida ∞ 1.(neznámý) 2.Thrasamund král Vandalů | Amalafrida ∞ 1.(neznámý) 2.Thrasamund král Vandalů |  |  | Theodorich Veliký král Ostrogótů, Vizigótů    | Theodorich Veliký král Ostrogótů, Vizigótů    | Theodorich Veliký král Ostrogótů, Vizigótů    | Theodorich Veliký král Ostrogótů, Vizigótů    | Theodorich Veliký král Ostrogótů, Vizigótů    | Theodorich Veliký král Ostrogótů, Vizigótů    |                           |                           | Audofleda                         | Audofleda                         | Audofleda                             | Audofleda                             | Audofleda                             | Audofleda                             |                                       |                                       | Chlodvík I. král Franků Merovejská dynastie | Chlodvík I. král Franků Merovejská dynastie | Chlodvík I. král Franků Merovejská dynastie | Chlodvík I. král Franků Merovejská dynastie | Chlodvík I. král Franků Merovejská dynastie | Chlodvík I. král Franků Merovejská dynastie |                    |                    |                          |                          |                          |                          |                          |                          |  |  |            |            |                                                 |                                                 |                                                 |                                                 |                                                 |                                                 |  |  |
|                                        |                                        |                                        |                                        |                                        |                                        |  |  |                                                    |                                                    |                                                    |                                                    |                                                    |                                                    |  |  |                                               |                                               |                                               |                                               |                                               |                                               |                           |                           |                                   |                                   |                                       |                                       |                                       |                                       |                                       |                                       |                                             |                                             |                                             |                                             |                                             |                                             |                    |                    |                          |                          |                          |                          |                          |                          |  |  |            |            |                                                 |                                                 |                                                 |                                                 |                                                 |                                                 |  |  |
|                                        |                                        |                                        |                                        |                                        |                                        |  |  |                                                    |                                                    |                                                    |                                                    |                                                    |                                                    |  |  |                                               |                                               |                                               |                                               |                                               |                                               |                           |                           |                                   |                                   |                                       |                                       |                                       |                                       |                                       |                                       |                                             |                                             |                                             |                                             |                                             |                                             |                    |                    |                          |                          |                          |                          |                          |                          |  |  |            |            |                                                 |                                                 |                                                 |                                                 |                                                 |                                                 |  |  |
| Amalaberga ∞ Herminafried král Durynků | Amalaberga ∞ Herminafried král Durynků | Amalaberga ∞ Herminafried král Durynků | Amalaberga ∞ Herminafried král Durynků | Amalaberga ∞ Herminafried král Durynků | Amalaberga ∞ Herminafried král Durynků |  |  | Theodahad král Ostrogótů ∞ Gudeliva                | Theodahad král Ostrogótů ∞ Gudeliva                | Theodahad král Ostrogótů ∞ Gudeliva                | Theodahad král Ostrogótů ∞ Gudeliva                | Theodahad král Ostrogótů ∞ Gudeliva                | Theodahad král Ostrogótů ∞ Gudeliva                |  |  | Amalaswintha ∞ 1.Traguilla 2.Eutharich konzul | Amalaswintha ∞ 1.Traguilla 2.Eutharich konzul | Amalaswintha ∞ 1.Traguilla 2.Eutharich konzul | Amalaswintha ∞ 1.Traguilla 2.Eutharich konzul | Amalaswintha ∞ 1.Traguilla 2.Eutharich konzul | Amalaswintha ∞ 1.Traguilla 2.Eutharich konzul |                           |                           | Ostrogota ∞ Zikmund král Burgundů | Ostrogota ∞ Zikmund král Burgundů | Ostrogota ∞ Zikmund král Burgundů     | Ostrogota ∞ Zikmund král Burgundů     | Ostrogota ∞ Zikmund král Burgundů     | Ostrogota ∞ Zikmund král Burgundů     |                                       |                                       | ∞ Aniciové?                                 | ∞ Aniciové?                                 | ∞ Aniciové?                                 | ∞ Aniciové?                                 | ∞ Aniciové?                                 | ∞ Aniciové?                                 |                    |                    | Justinus I. římský císař | Justinus I. římský císař | Justinus I. římský císař | Justinus I. římský císař | Justinus I. římský císař | Justinus I. římský císař |  |  | Vigilantie | Vigilantie | Vigilantie                                      | Vigilantie                                      | Vigilantie                                      | Vigilantie                                      |                                                 |                                                 |  |  |
| Amalaberga ∞ Herminafried král Durynků | Amalaberga ∞ Herminafried král Durynků | Amalaberga ∞ Herminafried král Durynků | Amalaberga ∞ Herminafried král Durynků | Amalaberga ∞ Herminafried král Durynků | Amalaberga ∞ Herminafried král Durynků |  |  | Theodahad král Ostrogótů ∞ Gudeliva                | Theodahad král Ostrogótů ∞ Gudeliva                | Theodahad král Ostrogótů ∞ Gudeliva                | Theodahad král Ostrogótů ∞ Gudeliva                | Theodahad král Ostrogótů ∞ Gudeliva                | Theodahad král Ostrogótů ∞ Gudeliva                |  |  | Amalaswintha ∞ 1.Traguilla 2.Eutharich konzul | Amalaswintha ∞ 1.Traguilla 2.Eutharich konzul | Amalaswintha ∞ 1.Traguilla 2.Eutharich konzul | Amalaswintha ∞ 1.Traguilla 2.Eutharich konzul | Amalaswintha ∞ 1.Traguilla 2.Eutharich konzul | Amalaswintha ∞ 1.Traguilla 2.Eutharich konzul |                           |                           | Ostrogota ∞ Zikmund král Burgundů | Ostrogota ∞ Zikmund král Burgundů | Ostrogota ∞ Zikmund král Burgundů     | Ostrogota ∞ Zikmund král Burgundů     | Ostrogota ∞ Zikmund král Burgundů     | Ostrogota ∞ Zikmund král Burgundů     |                                       |                                       | ∞ Aniciové?                                 | ∞ Aniciové?                                 | ∞ Aniciové?                                 | ∞ Aniciové?                                 | ∞ Aniciové?                                 | ∞ Aniciové?                                 |                    |                    | Justinus I. římský císař | Justinus I. římský císař | Justinus I. římský císař | Justinus I. římský císař | Justinus I. římský císař | Justinus I. římský císař |  |  | Vigilantie | Vigilantie | Vigilantie                                      | Vigilantie                                      | Vigilantie                                      | Vigilantie                                      |                                                 |                                                 |  |  |
|                                        |                                        |                                        |                                        |                                        |                                        |  |  |                                                    |                                                    |                                                    |                                                    |                                                    |                                                    |  |  |                                               |                                               |                                               |                                               |                                               |                                               |                           |                           |                                   |                                   |                                       |                                       |                                       |                                       |                                       |                                       |                                             |                                             |                                             |                                             |                                             |                                             |                    |                    |                          |                          |                          |                          |                          |                          |  |  |            |            |                                                 |                                                 |                                                 |                                                 |                                                 |                                                 |  |  |
|                                        |                                        |                                        |                                        |                                        |                                        |  |  |                                                    |                                                    |                                                    |                                                    |                                                    |                                                    |  |  |                                               |                                               |                                               |                                               |                                               |                                               |                           |                           |                                   |                                   |                                       |                                       |                                       |                                       |                                       |                                       |                                             |                                             |                                             |                                             |                                             |                                             |                    |                    |                          |                          |                          |                          |                          |                          |  |  |            |            |                                                 |                                                 |                                                 |                                                 |                                                 |                                                 |  |  |
|                                        |                                        |                                        |                                        |                                        |                                        |  |  | Theodegisclus poslední ověřený člen dynastie Amalů | Theodegisclus poslední ověřený člen dynastie Amalů | Theodegisclus poslední ověřený člen dynastie Amalů | Theodegisclus poslední ověřený člen dynastie Amalů | Theodegisclus poslední ověřený člen dynastie Amalů | Theodegisclus poslední ověřený člen dynastie Amalů |  |  |                                               |                                               | Athalarich král Ostrogótů                     | Athalarich král Ostrogótů                     | Athalarich král Ostrogótů                     | Athalarich král Ostrogótů                     | Athalarich král Ostrogótů | Athalarich král Ostrogótů |                                   |                                   | Matasuntha ∞ 1.Witiges král Ostrogótů | Matasuntha ∞ 1.Witiges král Ostrogótů | Matasuntha ∞ 1.Witiges král Ostrogótů | Matasuntha ∞ 1.Witiges král Ostrogótů | Matasuntha ∞ 1.Witiges král Ostrogótů | Matasuntha ∞ 1.Witiges král Ostrogótů |                                             |                                             | 2.Germanus general                          | 2.Germanus general                          | 2.Germanus general                          | 2.Germanus general                          | 2.Germanus general | 2.Germanus general |                          |                          |                          |                          |                          |                          |  |  |            |            | Justinián I. římský císař Justiniánská dynastie | Justinián I. římský císař Justiniánská dynastie | Justinián I. římský císař Justiniánská dynastie | Justinián I. římský císař Justiniánská dynastie | Justinián I. římský císař Justiniánská dynastie | Justinián I. římský císař Justiniánská dynastie |  |  |
|                                        |                                        |                                        |                                        |                                        |                                        |  |  | Theodegisclus poslední ověřený člen dynastie Amalů | Theodegisclus poslední ověřený člen dynastie Amalů | Theodegisclus poslední ověřený člen dynastie Amalů | Theodegisclus poslední ověřený člen dynastie Amalů | Theodegisclus poslední ověřený člen dynastie Amalů | Theodegisclus poslední ověřený člen dynastie Amalů |  |  |                                               |                                               | Athalarich král Ostrogótů                     | Athalarich král Ostrogótů                     | Athalarich král Ostrogótů                     | Athalarich král Ostrogótů                     | Athalarich král Ostrogótů | Athalarich král Ostrogótů |                                   |                                   | Matasuntha ∞ 1.Witiges král Ostrogótů | Matasuntha ∞ 1.Witiges král Ostrogótů | Matasuntha ∞ 1.Witiges král Ostrogótů | Matasuntha ∞ 1.Witiges král Ostrogótů | Matasuntha ∞ 1.Witiges král Ostrogótů | Matasuntha ∞ 1.Witiges král Ostrogótů |                                             |                                             | 2.Germanus general                          | 2.Germanus general                          | 2.Germanus general                          | 2.Germanus general                          | 2.Germanus general | 2.Germanus general |                          |                          |                          |                          |                          |                          |  |  |            |            | Justinián I. římský císař Justiniánská dynastie | Justinián I. římský císař Justiniánská dynastie | Justinián I. římský císař Justiniánská dynastie | Justinián I. římský císař Justiniánská dynastie | Justinián I. římský císař Justiniánská dynastie | Justinián I. římský císař Justiniánská dynastie |  |  |